# Мускат, Тамир
Тамир Мускат (ивр. תמיר מוסקט) — израильский музыкант, продюсер и звукорежиссёр. Тамир Мускат родился и вырос в Петах-Тикве, Израиль в семье румынского эмигранта. Ещё в подростковом возрасте Тамир Мускат хорошо играл на барабанах и перкуссии. Тамир начинал свою музыкальную карьеру с записей в стиле трэш-метал в своем подвале, а также с сотрудничеством с восточными певцами-сефардами греческого и турецкого происхождения.
Тамир Мускат переехал в США в 1995 году и присоединился к группе Izabo. В 1996 году Мускат присоединился группе Firewater в качестве барабанщика и продюсера. С Firewater он гастролировал по всему миру и поучаствовал в записи трёх альбомов. Тамир Мускат основал студию Vibromonk Records с Дэном Шатски в Нью-Йорке. Как участник инструментального трио Big Lazy он выпустил альбом The Big Apple’s Creme de la Crème. Big Lazy также участвовали в записи саундтреков для различных фильмов, и выступали с The White Stripes, John Spencer Blues Explosion, Reverent Horton Heat, Tom Tom Club and Firewater.
В 2002 году Тамир участвовал в проекте J.U.F. вместе с Ори Капланом и участниками Gogol Bordello.
Стиль Balkan Beat Box во многом продолжает стилистику J.U.F. Как и J.U.F., Balkan Beat Box используют этнический материал как основу для своих записей.

## Дискография
- Asaf Avidan -«Different Pulsess» — продюсирование, игра на инструментах, сведение, мастеринг
- Oren Barzilay — продюсирование, игра на инструментах, сведение, мастеринг
- Firewater — «The Golden Hour» — продюсирование, игра на инструментах, сведение, мастеринг
- Hava Alberstain — «Ech etslecha» — продюсирование, игра на инструментах, сведение, мастеринг
- Balkan Beat Box — участник группы
  - Give
  - Blue Eyed Black Boy
  - Nu Med
- J.U.F — «Gogol Bordello VS Tamir Muskat» — участник группы
- Alaev Family and Tamir Muskat — продюсирование, игра на инструментах, сведение, мастеринг
- Big Lazy — 3 albums — участник группы, продюсирование